# Мутімбузі (комуна)
 Мутімбузі — одна з комун провінції Бужумбура-Рурал, сільського району, прилеглого до міста Бужумбура, на заході Бурунді. Центр — однойменне містечко Мутімбузі. Тут знаходиться 8 пагорбів.